# Kustom Kulture

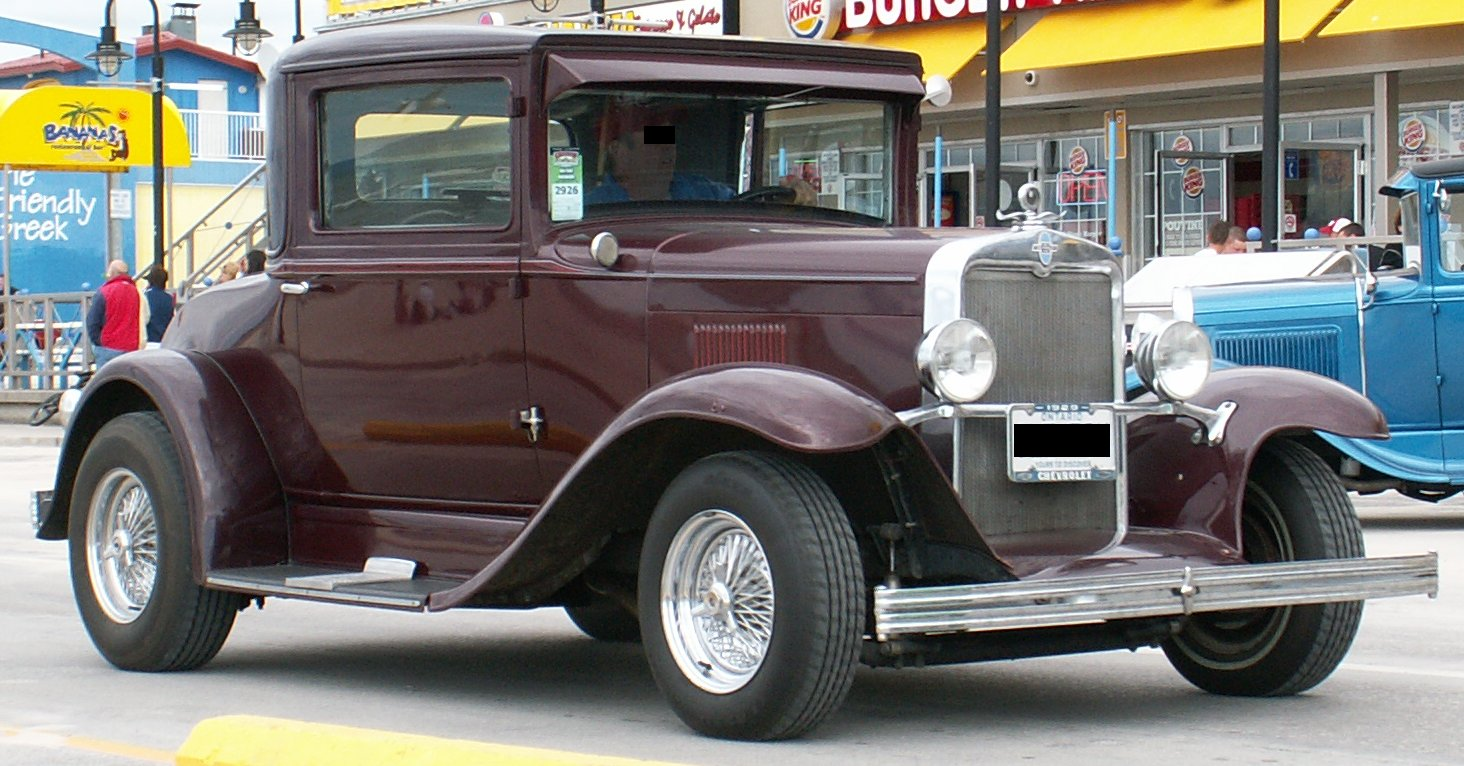
Un hot rod.

La Kustom Kulture est un mouvement venu des États-Unis qui rassemble toute la culture du hot rodding, du rockabilly, des fifties de la customisation de voitures et de motos anciennes, des pin-up, ainsi qu'un certain style de vie, de façon de s'habiller et d'art.

## Origine

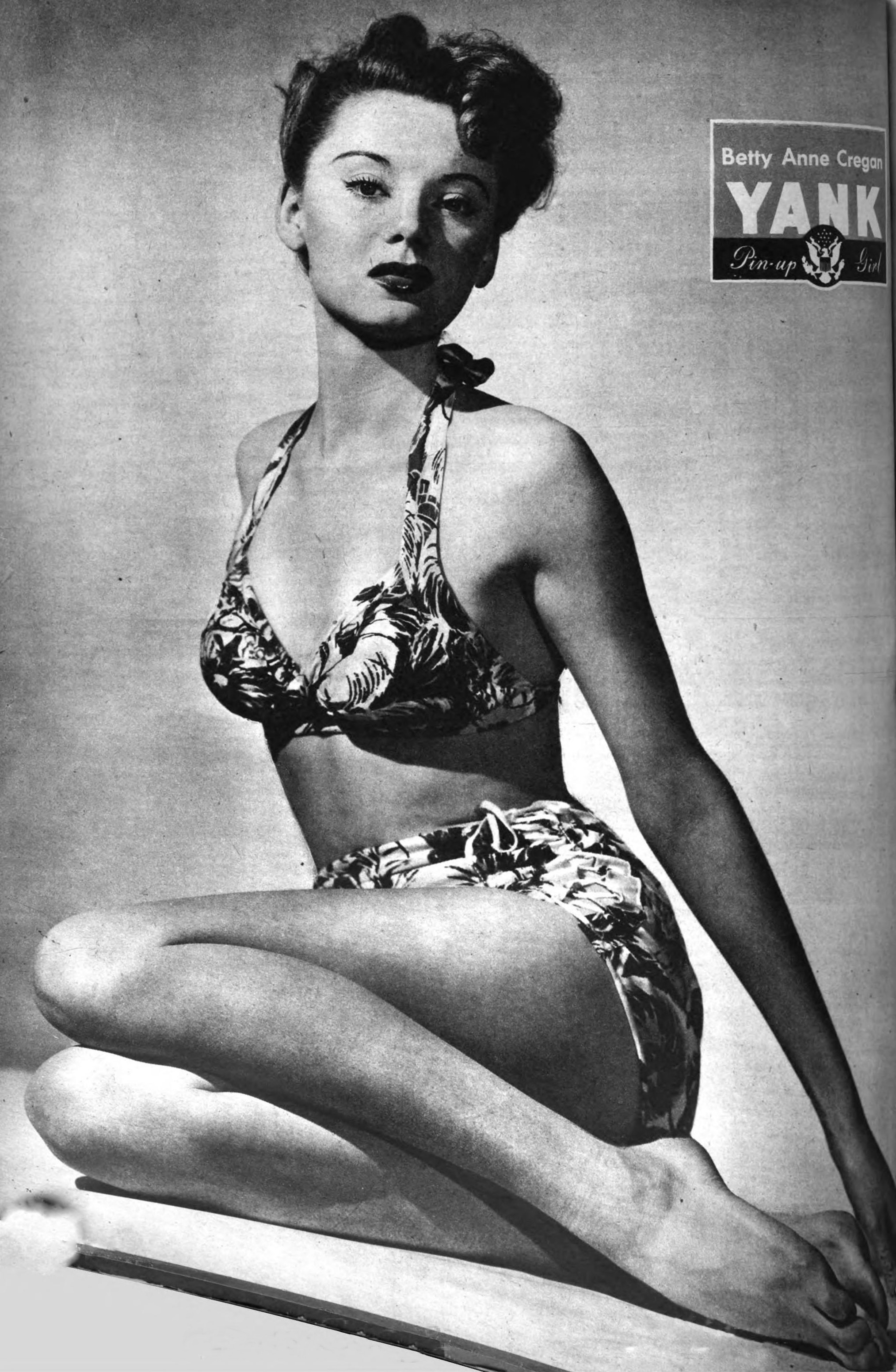
Une pin-up des années 1950.

La Kustom Kulture a vu le jour aux États-Unis dans les années 1950, quand les jeunes de l'époque embellissaient leurs voitures (principalement des Ford modèle T, ou V8 1932-1948) pour améliorer leur puissance, réduire leur poids ou augmenter leur aérodynamisme, d'où le nom qui en résultera, Hot rod.
Durant les années qui suivirent, des artistes tels que Kenny Howard (marque Von Dutch), ou des customiseurs tels que Ed Big Daddy Roth aidèrent à déployer ce mouvement dans la culture actuelle.
Malgré un passage à vide dans les années 1980, la Kustom Kulture est en plein essor depuis les années 2000, bon nombre de personnes adeptes du Do it yourself remettent au goût du jour les hot rod mais aussi les rat rod, custom, leadsled et autres mouvement de modification de voiture. Les motos ne sont pas en reste puisque choppers, bobbers et café racers résonnent dans nos rues. Des marques comme Lucky 13, Felon, Dirt Devil, Von Dutch, Frenchy Apparel sont adeptes de la Kustom Kulture. Les pin-up sont aussi revenues à la mode avec bon nombre de femmes habillées comme Betty Page, à la sauce 2000 puisque le tatouage est omniprésent, autant chez les femmes que chez les hommes.
La Kustom Kulture est devenue synonyme de Do it yourself, avec bon nombre de passionnés travaillant sur leurs voitures ou motos.
Bon nombre de rassemblements Kustom Kulture se produisent aux États-Unis mais aussi en Europe. En France, il y a Béthune Rétro à Béthune ainsi que lors de la plupart des courses de dragsters, où hot rod, rat rod et voitures customisées, concert rockabilly, se rassemblent pour un week-end. En Allemagne, le festival Bottrop.
Il existe plusieurs magazines comme le magazine français Kustom Garage, Nitro, powerglide, rod and custom, les américains Rebel Rodz et Amusin' Kruisin.

## Musique
La Kustom Kulture est souvent associée à la musique et plus particulièrement au rockabilly et au psychobilly. Des groupes comme Reverend Horton Heat ou Nekromantix sont souvent cités parmi les favoris. Elvis Presley à l'origine du rockabilly est aussi très populaire. Malgré tout, on dénote aussi certaines personnes adeptes de la Kustom Kulture fans de punk hardcore ou de oi! avec des groupes comme Agnostic Front ou Tiger Army.

## Tatouages
Les tatouages sont omniprésents dans la Kustom Kulture, ils sont aussi nombreux que possible. Certains thèmes reviennent souvent tels que l'hirondelle colorée, des cerises, les toiles d'araignées sur le coude, les pin-up, l'œil avec des ailes de la marque Von Dutch, ou encore les tikis. Plus généralement la couleur est vraiment présente.

## Galerie

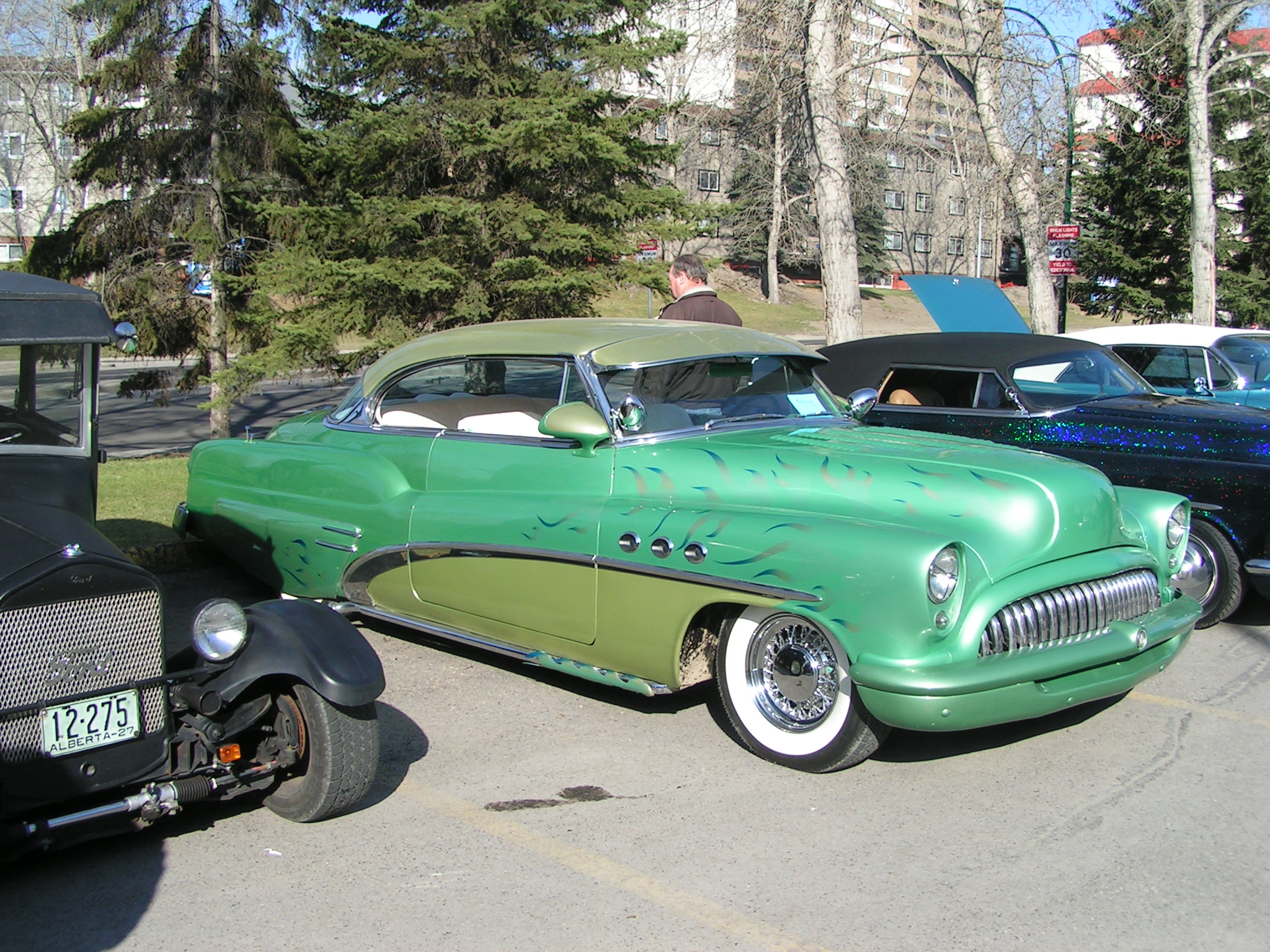
Buick Leadsled.
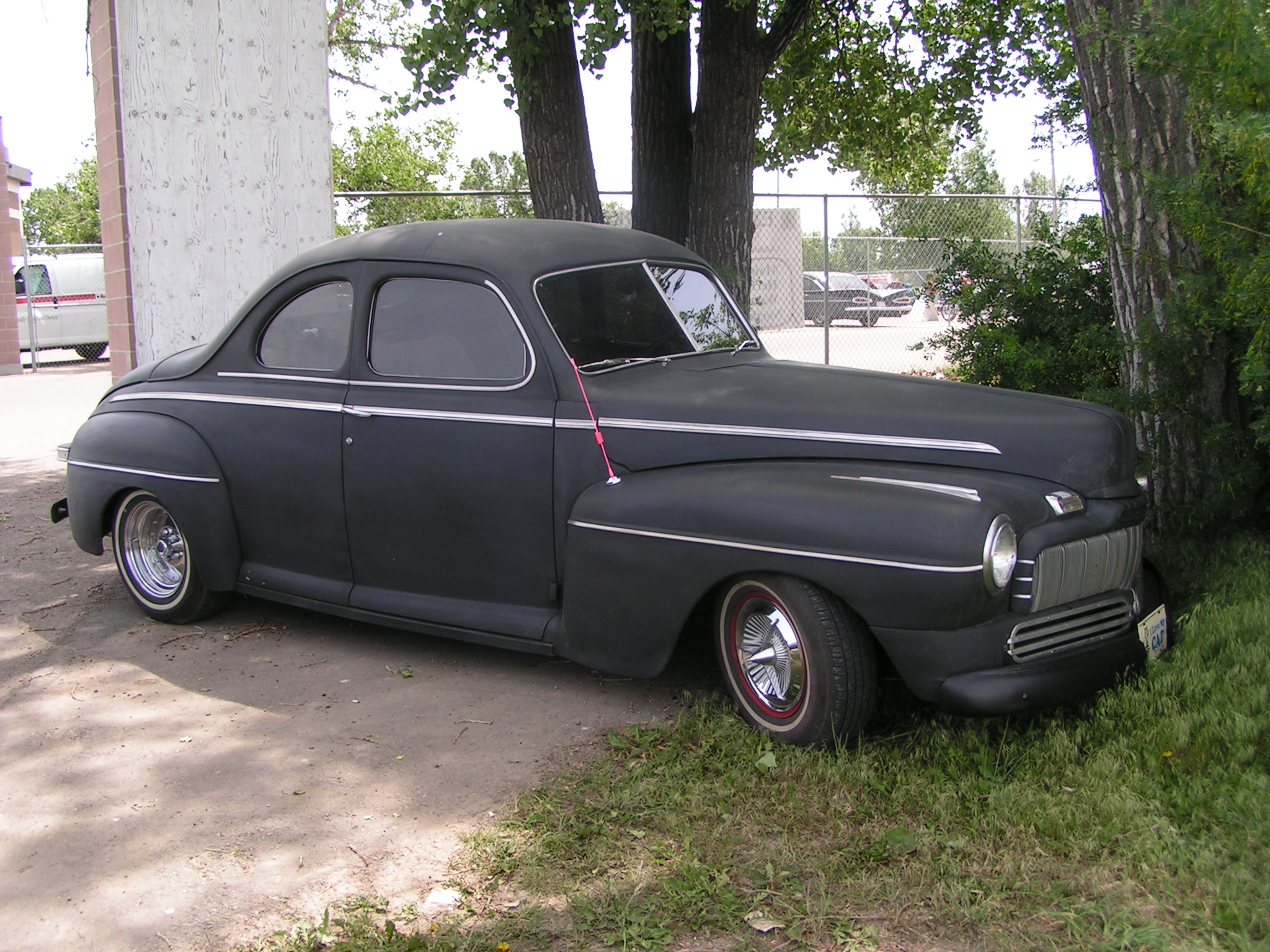
Mercury Hot Rod 1946.
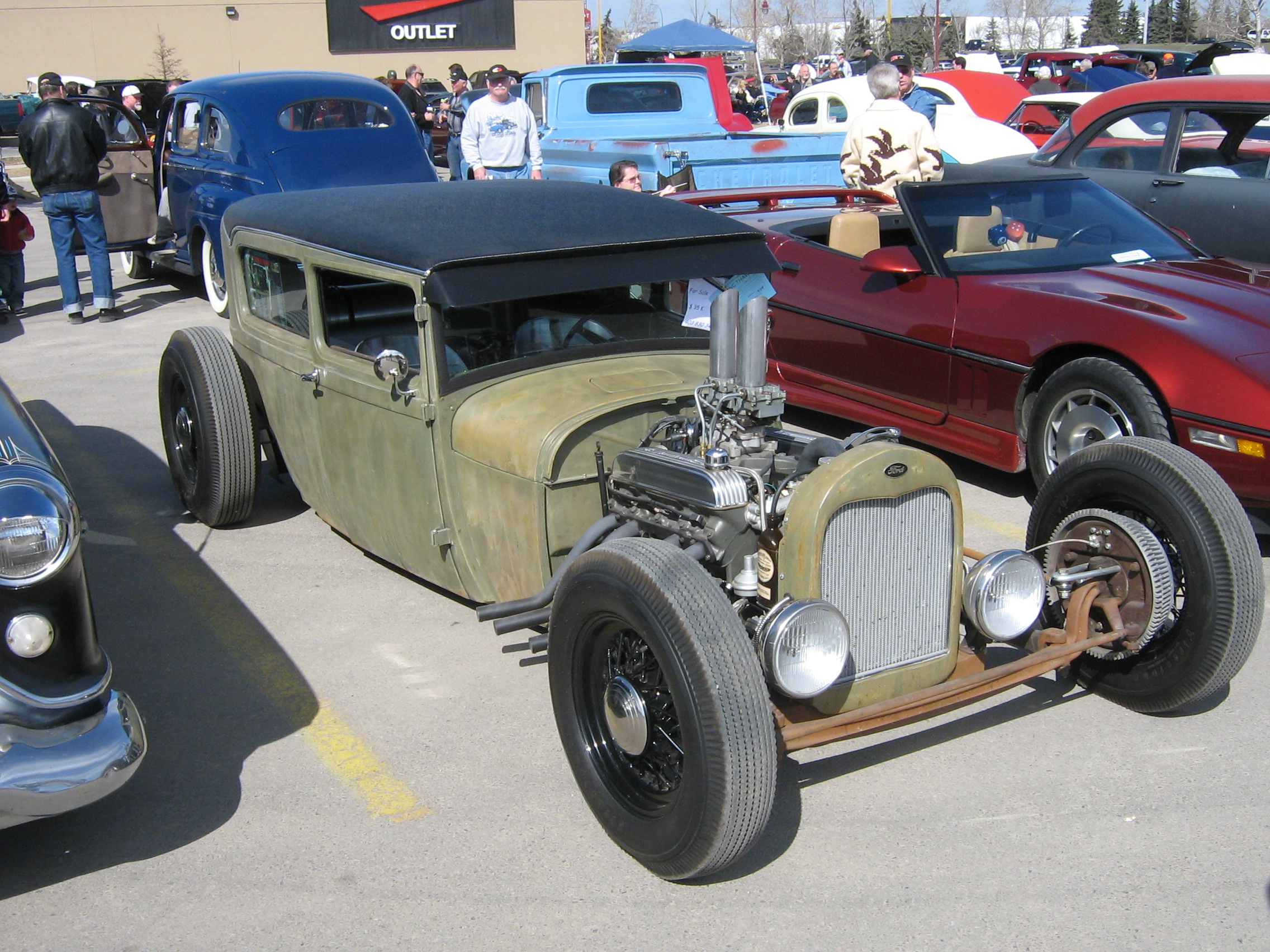
Un rat rod.
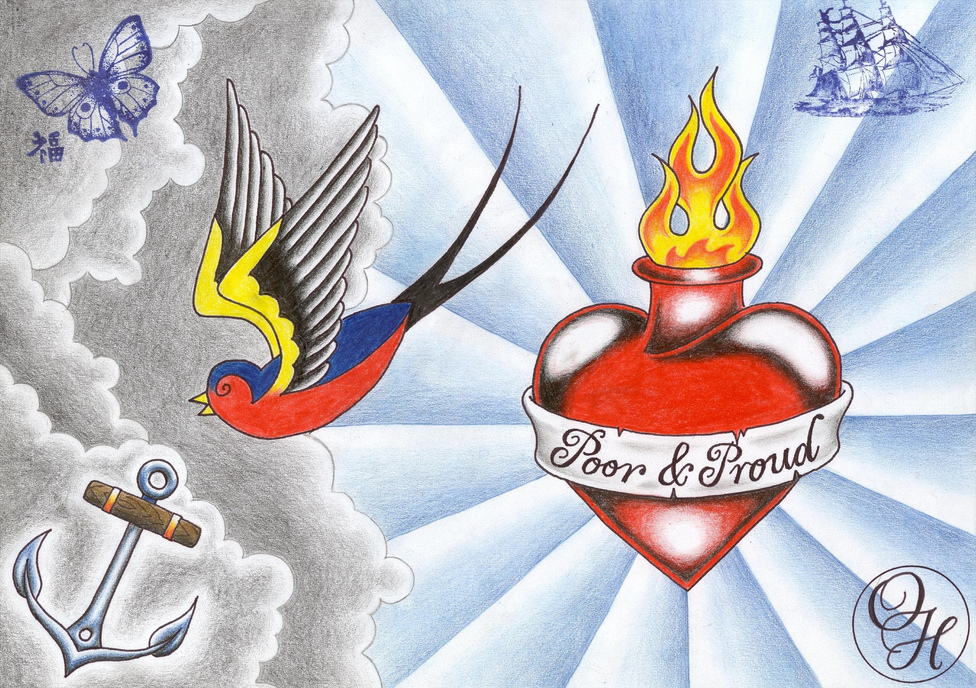
Symboles old school.
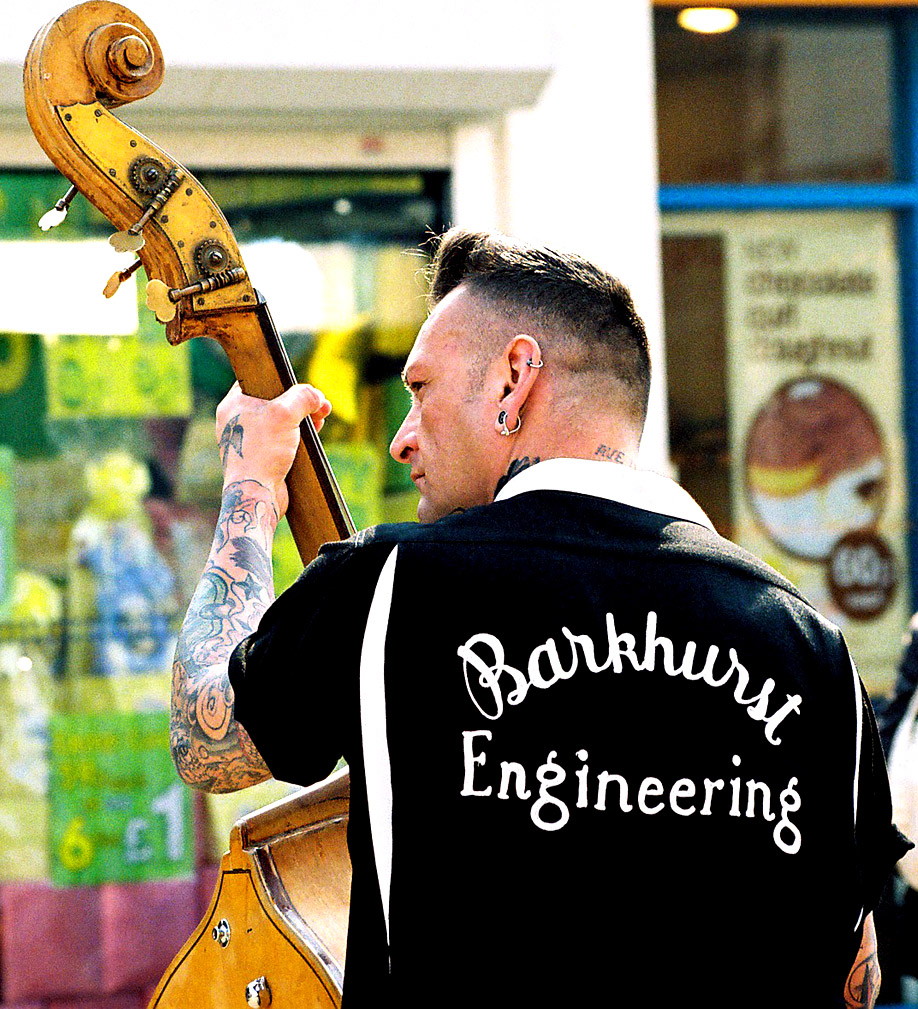
Personne rockabilly.
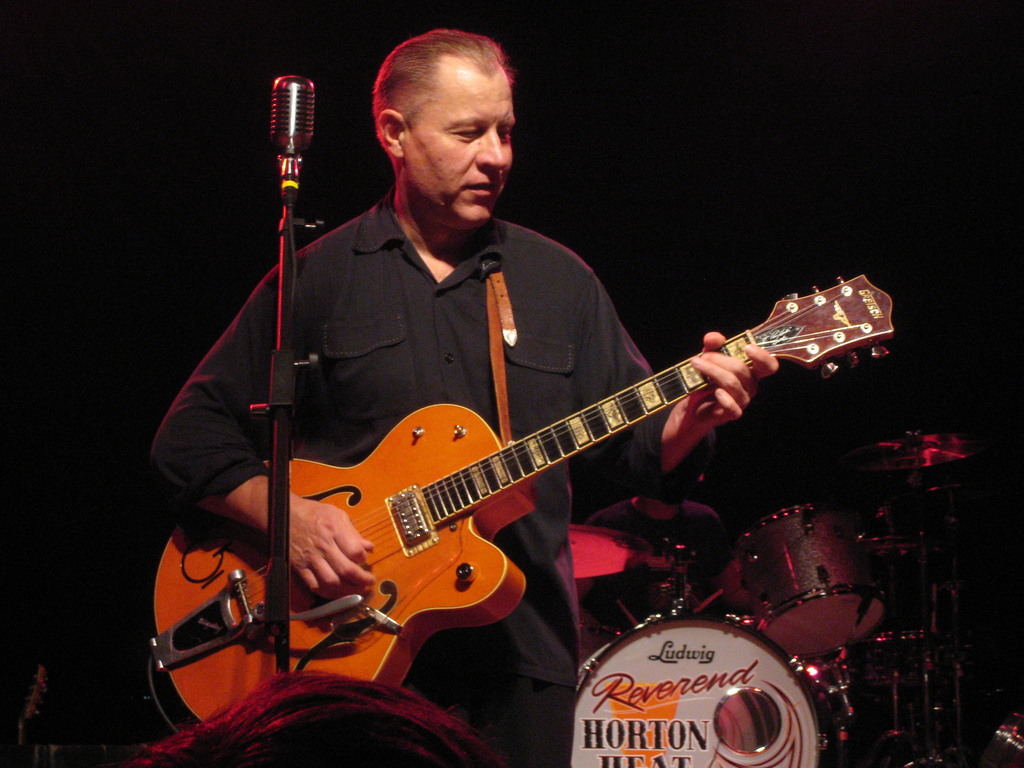
Jim Heat du groupe Reverend Horton Heat.